# Steven Aftergood
Steven Aftergood (Los Angeles, 1956) é um crítico da política de sigilo dos Estados Unidos. Além de fazer parte do site WikiLeaks.